# Charlotte Weiss
Charlotte Weiss (* 24. Juni 1870 in Basel; † 29. Dezember 1961 in Herrliberg) war eine Schweizer Malerin. Ihr Werk umfasst Landschaftsbilder, Blumenstillleben, Portraits und Akte.

## Leben und Werk
Nach einer Ausbildung an der Basler Kunstgewerbeschule zog Weiss zur weiteren Ausbildung nach Paris um. Sie war Schülerin von Henri Matisse und Fernand Léger. Bis zum Ausbruch des Ersten Weltkriegs blieb sie in Paris. Dann kehrte sie in die Schweiz zurück und liess sich in Herrliberg nieder, wo sie sich der Mazdaznan-Bewegung anschloss. Ihr frühes Werk war vom Kubismus geprägt, in die Schweiz zurückgekehrt wandte sie sich einer vom Fauvismus geprägten Malweise zu.
Weiss war Mitglied der Gesellschaft schweizerischer Malerinnen, Bildhauerinnen und Kunstgewerblerinnen und stellte ihre Werke in Gruppenausstellungen aus. So im Kunsthaus Zürich, Kunstmuseum Luzern und in der Kunsthalle Basel aus. 